# Melzers Reagenz
Melzers Reagenz ist ein – insbesondere in der Mykologie verwendetes – Nachweisreagenz. Neben Wasser ist es das am meisten verwendete Medium zur Untersuchung von Pilzen. Melzers Reagenz hat sich als beliebtes Präpariermedium in der Herbariumstaxonomie eingebürgert, weil es das häufig störende tote Zellplasma optisch homogenisiert und aufhellt, außerdem unterdrückt es aufgrund der hohen Viskosität die brownsche Molekularbewegung. Es ist nach seinem Erfinder Václav Melzer benannt.

## Zusammensetzung
Melzers Reagenz ist eine Lösung von elementarem Iod, Kaliumiodid und Chloralhydrat in Wasser. Es wird zwar empfohlen, das Reagenz frisch herzustellen, es hat sich aber gezeigt, dass sich die Eigenschaften über viele Jahre nicht merklich verändern.

## Reaktionen
Die auf dem Iodgehalt des Reagenz beruhenden Eigenschaften äußern sich in zwei Farbreaktionen, die als Merkmal zur Klassifizierung von Pilzen hinzugezogen werden.

### Amyloidreaktion
Stärke (lateinisch amylum) reagiert mit Iod unter einer Blau/Violett-Färbung. In der Regel ist die Farbreaktion bei Pilzen nur in seltenen Fällen tiefblauviolett, sondern umfasst alle Farbnuancen von Grau, Bläulichgrau, Hellblau, Graublau, Blau bis fast Blauschwarz. Diese Amyloidität von Teilen des Pilzes (Sporen, Hyphen, Asci u. a.) kann für die betreffende Art charakteristisch sein und dient daher der Klassifizierung in Gattungen und Sektionen.
Bei Schlauchpilzen hat sich eine Vorbehandlung mit Kaliumhydroxid-Lösung für die Feststellung der Amyloidität mittels Melzers Reagenz als wichtig erwiesen, da vielfach erst danach eine Blaureaktion zu erzielen ist. Diese Vorbehandlung wird als Hemiamyloidität bezeichnet. Melzers Reagenz hat sich allerdings hier aufgrund seiner hohen Chloralhydrat-Konzentration als nachteilig erwiesen: Um Hemiamyloidität mit Melzer festzustellen, muss man den Iodtest sowohl vor als auch nach der Behandlung mit Kaliumhydroxyd machen. Lugolsche Lösung (Melzers Reagenz ohne Chloralhydrat) hingegen ruft bei hemiamyloiden Strukturen ohne Vorbehandlung eine rote bis rotbraune Reaktion hervor (nicht zu verwechseln mit Dextrinoidität), die von Melzers Reagenz völlig unterdrückt wird.

### Dextrinoidreaktion (auch: Pseudoamyloidreaktion)
Dextrin ist ein wasserlösliches Abbauprodukt der Stärke. Bei dieser Reaktion verfärben sich Teile des Pilzes (Sporen, Trama, Hyphen) tief rotbraun bis purpur. Dies betrifft insbesondere Arten der Gattungen Macrolepiota, Leucoagaricus bzw. Leucocoprinus. Pilze, die sich mit Melzers-Reagenz oder Lugol'scher Lösung weinrot anfärben, werden auch als dextrinoid oder pseudoamyloid bezeichnet; Pilze, die diese Farbreaktion nicht zeigen, nennt man indextrinoid. Im Gegensatz zur Hemiamyloidität unterdrückt Melzers Reagens dextrinoide Reaktionen nicht, vielmehr verstärkt das darin enthaltene Chloralhydrat teilweise sogar die Intensität dieser Rotreaktion (Beispiel: Lamellentrama von Mycena). Zudem bewirkt die Vorbehandlung mit Kaliumhydroxid bei dextrinoiden Mikrostrukturen nie eine Blaureaktion mit Iod.

## Nachteile
Nachteilig an Melzers Reagenz ist die Unterdrückung eines weit verbreiteten Typs von Rotreaktionen (Hemiamyloidität) sowie die Tatsache, dass Pilzzellen durch die hohe Chloralhydrat-Konzentration meist sofort absterben.
Bei lebenden Pilzzellen angewendet, mindert Melzers Reagenz die Sichtbarkeit der Zellwände erheblich und führt außerdem zum irreversiblen Verlust wichtiger taxonomischer Merkmale (siehe unter Taxonomie).